# Santo Estêvão de Barrosas
A Freguesia de Santo Estêvão de Barrosas é uma antiga freguesia portuguesa do Município de Lousada que tinha 4,70 km² de área e 1754 habitantes (censo de 2011), e, por isso, uma densidade populacional de 209,1 hab/km². Esta freguesia foi extinta, pela reorganização administrativa de 2012/2013, tendo sido agregada à Freguesia de Lustosa para criar a nova União de Freguesias de Lustosa e Barrosas (Santo Estêvão).

## História
A freguesia de Barrosas Santo Estevão, comarca de Felgueiras e criada pelo Decreto nº 13.917, de 9 Julho de 1927, era abadia da apresentação da Mitra da Sé do Porto, no termo de Guimarães (P. Marques diz que pertenceu ao concelho de Felgueiras). Fazia parte do antigo concelho de Barrosas, extinto pelo Decreto de 30 de Julho de 1852, passando a fazer parte do de Lousada pelo Decreto de 31 de Dezembro de 1853. Da diocese de Braga passou para a do Porto em 1882. Comarca eclesiástica de Amarante - 2º distrito (1907). Segunda vigararia de Lousada (1916; 1970).

## População
| População da freguesia de Barrosas (SAntónio estevão) | População da freguesia de Barrosas (SAntónio estevão) | População da freguesia de Barrosas (SAntónio estevão) | População da freguesia de Barrosas (SAntónio estevão) | População da freguesia de Barrosas (SAntónio estevão) | População da freguesia de Barrosas (SAntónio estevão) | População da freguesia de Barrosas (SAntónio estevão) | População da freguesia de Barrosas (SAntónio estevão) | População da freguesia de Barrosas (SAntónio estevão) | População da freguesia de Barrosas (SAntónio estevão) | População da freguesia de Barrosas (SAntónio estevão) | População da freguesia de Barrosas (SAntónio estevão) | População da freguesia de Barrosas (SAntónio estevão) | População da freguesia de Barrosas (SAntónio estevão) | População da freguesia de Barrosas (SAntónio estevão) |
| ----------------------------------------------------- | ----------------------------------------------------- | ----------------------------------------------------- | ----------------------------------------------------- | ----------------------------------------------------- | ----------------------------------------------------- | ----------------------------------------------------- | ----------------------------------------------------- | ----------------------------------------------------- | ----------------------------------------------------- | ----------------------------------------------------- | ----------------------------------------------------- | ----------------------------------------------------- | ----------------------------------------------------- | ----------------------------------------------------- |
| 1864                                                  | 1878                                                  | 1890                                                  | 1900                                                  | 1911                                                  | 1920                                                  | 1930                                                  | 1940                                                  | 1950                                                  | 1960                                                  | 1970                                                  | 1981                                                  | 1991                                                  | 2001                                                  | 2011                                                  |
| 325                                                   | 308                                                   | 296                                                   | 320                                                   | 326                                                   | 360                                                   | 402                                                   | 448                                                   | 433                                                   | 416                                                   | 557                                                   | 799                                                   | 1002                                                  | 1037                                                  | 1097                                                  |

| Distribuição da População por Grupos Etários | Distribuição da População por Grupos Etários | Distribuição da População por Grupos Etários | Distribuição da População por Grupos Etários | Distribuição da População por Grupos Etários | Distribuição da População por Grupos Etários | Distribuição da População por Grupos Etários | Distribuição da População por Grupos Etários | Distribuição da População por Grupos Etários | Distribuição da População por Grupos Etários |
| -------------------------------------------- | -------------------------------------------- | -------------------------------------------- | -------------------------------------------- | -------------------------------------------- | -------------------------------------------- | -------------------------------------------- | -------------------------------------------- | -------------------------------------------- | -------------------------------------------- |
| Ano                                          | 0-14 Anos                                    | 15-24 Anos                                   | 25-64 Anos                                   | > 65 Anos                                    |                                              | 0-14 Anos                                    | 15-24 Anos                                   | 25-64 Anos                                   | > 65 Anos                                    |
| 2001                                         | 239                                          | 151                                          | 460                                          | 83                                           |                                              | 25,6%                                        | 16,2%                                        | 49,3%                                        | 8,9%                                         |
| 2011                                         | 196                                          | 157                                          | 524                                          | 106                                          |                                              | 19,9%                                        | 16,0%                                        | 53,3%                                        | 10,8%                                        |